# 大友義孝
大友 義孝（おおとも よしたか）は、江戸時代前期から中期にかけての高家旗本。肥後熊本藩細川家家臣松野正照（大友吉統の三男）の三男。

## 概要
大友義統の弟松野親盛の養子松野正照（実は義統の庶子）の子として生まれる。
元和5年（1619年）又従弟（従兄）の義親の死によって大友家の嫡流が断絶していたため、大友宗家家関係者および徳川家の意向により東福門院に仕えていた佐古局（吉統の三女で義孝の伯母・大友宗家の生存者）の養子となり、大友家を再興した。
明暦3年（1657年）9月16日に召し出され、12月27日に蔵米500俵を与えられ寄合に所属した。
元禄元年（1688年）11月25日、表高家に列し、徳川綱吉からあらためて下野塩谷郡内に1000石を与えられた。
元禄2年（1689年）1月11日、高家職に就き、従五位下・侍従・近江守に叙任、後に従四位下に昇進した。
元禄10年（1697年）3月6日に高家肝煎吉良義央の見習を命じられ、3月8日に高家肝煎となる。ところが元禄14年（1701年）8月21日、「そのつとめに応ぜざるにより」解任され、寄合に戻される。背景には赤穂事件との関わり、すなわち吉良義央との公私にわたる親密さにあったようである。
同年9月28日に表高家並の出仕、翌年12月28日に高家末席に列することを許された。宝永元年（1704年）6月27日に隠居して次男の義閭に家督を譲った。正徳元年（1711年）9月18日死去、享年71。
長兄は熊本藩藩士の松野家を継ぎ子孫も継承したが、次兄の松野親冬は大友家とは別に幕府に仕え大番や二の丸留守居・先手鉄砲頭などを勤め、子孫は旗本6百石となっている。